# اچ‌ام‌اس سی۳۸
اچ‌ام‌اس سی۳۸ (به انگلیسی: HMS C38) یک زیردریایی بود که طول آن ۱۴۳ فوت ۲ اینچ (۴۳٫۶۴ متر) بود. این زیردریایی در سال ۱۹۱۰ ساخته شد.